# Više nisam tvoja
Više nisam tvoja är en låt framförd av Claudia Beni. Den är skriven av Andrej Babić.
Låten var Kroatiens bidrag i Eurovision Song Contest 2003 i Riga i Lettland. I finalen den 24 maj slutade den på femtonde plats med 29 poäng.